# Пена за бријање
Пена за бријање или крема за бријање је категорија козметике која се користи за припрему бријања. Сврха пене за бријање је омекшавање длаке ради лакшег уклањања најчешће са браде, односно лица, али и других делова тела.
Постоје различите врсте пене за бријање. Израз пена за бријање може се такође односити и на слој добијен трљањем четком за бријање по сапуну за бријање.
Креме и пене за бријање обично се састоје од емулзије уља, сапуна или сурфактаната и воде.